# Howard W. French
Howard Waring French, né le 14 octobre 1957, est un journaliste, photographe professionnel et écrivain américain. Il a longtemps été correspondant étranger du journal The New York Times.

## Biographie
French est l'un des premiers correspondants afro-américains du journal The New York Times. 
French a été chef du bureau étranger du New York Times pour les Caraïbes et l'Amérique centrale de 1990 à 1994. Il a couvert les évènements d'Haïti, de Cuba, du Nicaragua et d'El Salvador. 
En plus de parler l'anglais, sa langue maternelle, il parle le mandarin, le français et le portugais.
French est aussi photographe professionnel, se concentrant particulièrement sur les vieux quartiers de Shanghaï en voie de disparition. Il a publié un livre en 2012 en collaboration avec le poète et romancier chinois Qiu Xiaolong. Il a présenté ces photos dans le cadre d'expositions tenues en Asie, Europe et aux États-Unis.

## Publications
- 2004 : A Continent for the Taking: The Tragedy and Hope of Africa, New York, Alfred A. Knopf, XVII-280 p.[4]
- 2012 : Disappearing Shanghai: Photographs and Poems of an Intimate Way of Life, Paramus (New Jersey), Homa & Sekey Books, XVI-126 p.  (ISBN 978-1-931907-81-1).
- 2014 : China's Second Continent: How a Million Migrants are Building a New Empire in Africa, New York, Alfred A. Knopf.
- 2017 : Everything Under the Heavens: How China's Past Helps Shape its Push for Global Power, New York, Alfred A. Knopf.
- 2021 : Born in Blackness; Africa, Africans and the Making of the Modern World, 1471 to the Second World War.

## Distinctions
- 2004 : doctorat honorifique de l'université du Maryland pour son étude de l'Asie orientale
- 2016 : Professor of the Year de la Graduate School of Journalism de l'université Columbia